# Анхиало
Анхѝало (на гръцки: Αγχίαλος) е античното селище, което днес носи името град Поморие. Името Анхиало е от гръцки произход и означава „близо до солта“. Името показва голямото значение на добива на сол за развитието на града. В древността градът се е намирал между гръцките колонии Аполония Понтика и Месамбрия Понтика.

## История
Според една от версиите за възникването му, Анхиало е създаден в края на V век пр.н.е. като емпорион на Аполония.
Другата версия е базирана върху текста на Плиний Стари, който ни осведомява за града Меса, съществувал на същото място преди идването на гръцки колонисти. И двете версии са дискусионни.
През 80-те години на XX век, на 2 км южно от съвременния град са открити останки от антично селище. В него са намерени много керамични фрагменти, датирани от различни фази на желязната епоха и елинистическия период.
Сведения за ранната история на града черпим от Страбон, който ни информира и за войната между Аполония и Месамбрия през началото на II век пр.н.е., при която основен момент в конфликта е било владеенето на Анхиало.
През II – I век пр.н.е. обособилият се независим град Анхиало се развива като първостепенен икономически център. Според един надпис от II век пр.н.е., открит в Поморие, там е имало храм на египетските богове Озирис и Изида. Подобен е имало в Месамбрия, но няма сведения за такъв култ в Аполония. Строежът на такъв храм в Анхиало е необясним ако приемем, че градът е бил основан и контролиран от Аполония.
Резултатите от археологическите разкопки край Поморие през 1960-те и 1980-те години, както и информацията от многобройни исторически текстове ни дават основание да приемем, че между I век пр. Хр. и IV век град Анхиало е бил по-голям от Аполония и Месамбрия взети заедно.
През 79 година една кохорта от римската армия, предвождана от М. Лукул, остава на зимен лагер край града, от което следва, че той е бил достатъчно богат по това време. В едно писмо римският поет Овидий се възхищава на крепостните стени на града и на неговото пристанище. По това време Анхиало е бил столица на тракийския аристократ Аполоний Ептайкент, който е управлявал от името на Одриските владетели обширни територии в Източната част на Балканския полуостров. Поради тази причина можем да бъдем сигурни, че през късния Елинизъм, Анхиало е бил тракийски град. В околностите на Поморие са намерени и много богати погребения, датирани I – III век. От надгробни надписи и археологически находки знаем няколко имена на големи земевладелци, като Авлудзен и на богата жена – Лесескепра, най-вероятно жрица. В непосредствена близост до града са намерени съкровище от сребърни египетски тетрадрахми от Птолемей IX, други монети от последните години на I век пр.н.е., стъклени съдове и импортни предмети, както и голям брой монети, архитектурни детайли, предмети и ювелирни изделия от римската епоха.
През 270 г. Анхиало е разрушен от готите, а с реформите на император Диоклециан в края на III век е включен в провинция Хемимонт. Към края на III век, на 3 километра от Анхиало, е била построена тракийска куполна гробница – т.нар. хероон. В околностите на града са документирани повече от 100 тракийски могили. Находките от тях се отнасят към I – III век и свидетелстват за запазването на компактна група от старата тракийска аристокрация. Друго доказателство за тракийския характер на града ни дава Прокопий Кесарийски, който през III век пише в трактата си „За строежите“ за Анхиало като населяван от траки, с тракийски навици и обичаи. При голямото нашествие на авари и славяни през 584 година начело с хан Баян, Анхиало е завладян и оплячкосан, а крепостните му стени са разрушени. През 590 година градът е възстановен от император Маврикий.

## Крепост Анхиало
Овидий пише, че крепостта е имала високи крепостни стени. На монети, сечени от римските императори от Домициан до Гордиан, е изобразена анхиалската крепост – „триетажна крепост с врати и галерии около горната част.